# Q-型小行星
Q-型小行星相對來說在主帶內側是較少見的一種，在1微米的波段上有著寬廣與強烈的橄欖石和輝石的特徵，並且光譜的斜率顯示有金屬的存在。它的吸收特徵在0.7µm截止，並且光譜一般是介於V-型和S-型之間。 
Q-型小行星的光譜比其他類型的小行星與隕石中的普通球粒隕石更為相似（類型為H、L和LL）。這導致科學家們猜測它們的含量豐富，但只有少數小行星有這種類型的特徵。Q-型小行星的例子有1862 阿波羅和2063 Bacchus，以及尚未富與編號的1991 BN和1997 US9。